# La Prison du cœur
Pour plus de détails, voir Fiche technique et Distribution.
La Prison du cœur (Four Walls) est un film américain de William Nigh sorti en 1928.

## Fiche technique
- Titre : La Prison du cœur
- Titre original : Four Walls
- Réalisation : William Nigh
- Scénario : George Abbott et Alice D.G. Miller d'après une pièce de George Abbott et Dana Burnet
- Intertitres : Joseph Farnham
- Société de production : MGM
- Image : James Wong Howe
- Montage : Harrington Ford
- Costumes : David Cox
- Pays de production: États-Unis
- Genre : Drame
- Durée : 60 min
- Format : Noir et blanc - film muet
- Date de sortie :
  - États-Unis : 11 août 1928

## Distribution
- John Gilbert : Benny
- Joan Crawford : Frieda
- Vera Gordon : Benny's Mother
- Carmel Myers : Bertha
- Robert Emmett O'Connor : Sullivan
- Louis Natheaux : Monk
- Jack Byron : Duke Roma